# Tessa Wheeler
Tessa Wheeler (* als Tessa Verney 27. März 1893 in Johannesburg; † 15. April 1936 in London) war eine britische Archäologin, die archäologische Grabungstechniken weitergebracht hat und mitverantwortlich für die Formierung wichtiger Britischer archäologischer Institutionen war. Aufgrund der Geschlechterrollen ihrer Zeit ist sie hauptsächlich als Ehefrau Mortimer Wheelers bekannt. Gemeinsam arbeiteten sie an bedeutenden Grabungen in Wales und England wie Segontium, Caerleon, Verulamium und Maiden Castle in Dorset.

## Frühes Leben und Privatleben
Tessa Verney wurde in Johannsburg als Tochter von John Verney, einem Arzt, und Annie Booth Kilburn geboren. Sie hatte einen älteren Halbbruder aus der ersten Ehe ihrer Mutter. Die Familie zog nach Lewisham zu dem dritten Ehemann ihrer Mutter, einem Apotheker. Sie ging an der Addey and Stanhope School in Deptford zur Schule und studierte Geschichte am University College London von 1911 bis 1913. Sie lernte ihren späteren Mann Mortimer Wheeler in 1912 kennen, sie heirateten im Mai 1914. Während des Ersten Weltkriegs war Mortimer Wheeler Ausbilder in der Artillerie, zuerst im University of London Officers’ Training Corps, später in Schottland und England. Tessa Wheeler begleitete ihren Mann, bis er 1917 nach Frankreich versetzt wurde. Ihr einziges Kind, Michael Mortimer Wheeler, wurde 1915 geboren.

## Wirken
Nachdem ihr Mann im Ersten Weltkrieg gedient hatte und 1920 zum Direktor des Nationalmuseums Wales berufen worden war, folgte sie ihm und wurde Aufseherin über die archäologische Sammlung. Das Paar grub gemeinsam in Segontium in 1921–22 und in Gaer in 1924–25. Tessa koordinierte die Grabungen, übersah die Finanzen und bearbeitete die Fundstatistik, Mortimer interpretierte die Ergebnisse. 1926 wechselte Mortimer Wheeler an das Museum of London und die Familie folgte ihm. Die eigentlich übernommene Grabung in Caerleon führte nun Tessa an seiner statt durch. Die Grabungsmethoden, die das Paar gemeinsam entwickelten, waren wegweisend für archäologische Grabungstechnik. Hierbei wurden sie sehr von der Arbeit von Lieutenant General Augustus Pitt Rivers (1827–1900) beeinflusst. Dabei war ihnen die Erfassung stratigraphischer Einheiten und die zeitnahe Veröffentlichung neuer Erkenntnisse wichtig.
1928 wurde Wheeler Dozentin am London Museum und wurde als zweite Frau zum Mitglied der Society of Antiquaries gewählt. Während ihrer Zeit in London wurde sie ebenfalls Mitglied des Research Council der Society of Antiquaries. Mortimer und Tessa stißen auch das Institute of Archaeology an, welches 1934 gegründet und 1937 eröffnet wurde. Weitere Ausgrabungen der Wheelers waren in der Römischen Villa in Lydney Park (1928 bis 1929), das Römische Verulamium (1930 bis 1934) und die späteisenzeitliche Wallburg Maiden Castle in Dorset. Assistenzdirektorin war von 1934 bis 1938 Molly Cotton. Während der Grabungen in Maiden Castle arbeiteten die Wheelers mit Beatrice de Cardi und Veronica Seton-Williams. Tessa war besonders bekannt für ihre Grabungstechnik bei Mosaiken.
Wheelers späteres Leben war von der Untreue ihres Mannes geprägt. 1936 verstarb Tessa Wheeler bei einer eigentlich unnötigen und harmlosen Operation. Ihr Mann, der gerade mit weiblicher Begleitung durch Palästina und Ägypten reiste, erfuhr während seiner Rückkehr aus der Zeitung vom Tode seiner Frau. Das Institute of Archaeology nahm ein Jahr nach ihrem Tod die Arbeit auf. Vor ihrem Tod organisierte sie die Eröffnung des Institute of Archaeology, von den Finanzen bis zu der Unterkunft der zukünftigen Studenten in St. John’s Lodge, Regent’s Park. Die ersten Studenten immatrikulierten ein Jahr nach Tessas Tod.
Tessa stand einen Großteil ihrer frühen Karriere – wie viele Archäologinnen ihrer Zeit – im Schatten ihres Mannes, doch spätere Veröffentlichungen wurden unter beider Namen publiziert. Eine Gedenktafel aus schwarzem Marmor wurde 1937 für sie im UCL Institute of Archaeology enthüllt. Lydia Carr veröffentlichte 2012 eine Biografie.
Wheeler verstarb an unerwarteten Komplikationen nach einer kleineren Operation.